# Invitation No.6
『Invitation No.6』(インヴィテーション ナンバーシックス)は、日本のロックユニットsurfaceの6枚目のオリジナルアルバムである。2008年にリリースされた。

## 概要
前作『resurface』から約2年6か月ぶりにリリースされたオリジナルアルバムである。アルバムにはシングル曲3曲、日本テレビ系『NNN News リアルタイム』のリアルSPORTSのテーマソングになっていた「キミスター★」など、全16曲が収録されている。
CD+DVDの初回生産限定盤、CDのみの通常盤の2形態でリリースされており、DVDには新木場コーストて行われたデビュー10周年記念ライブ、surface 10th Anniversary LIVE「celebration」のダイジェスト映像と、「夢の続き」と「素敵な虹」のミュージックビデオが収録されている。

## 収録内容

### CD
1. Invitation
作曲:永谷喬夫、編曲:mar
2. キミスター★
作詞・作曲・編曲:椎名慶治、編曲:永谷喬夫・山口寛雄
  - 日本テレビ系 『NNN News リアルタイム』 リアルSPORTSテーマソング
3. 情熱マイソウル
作詞・作曲・編曲:椎名慶治、編曲:椎名慶治・永谷喬夫・山口寛雄
  - TOKYO MX ドラマ「東京ゴースト・トリップ」オープニングテーマ[4]
4. 振り返らない君の涙を僕は忘れない
作詞:椎名慶治、作曲:永谷喬夫、編曲:武部聡志
5. ワクチン (淫靡tension mix)
作詞:椎名慶治、作曲:永谷喬夫、編曲:永谷喬夫・椎名慶治
6. MAGIC of LOVE
作詞:椎名慶治、作曲:永谷喬夫、編曲:永谷喬夫・椎名慶治
7. 冗談じゃないんだよ
作詞:椎名慶治、作曲:永谷喬夫、編曲:永谷喬夫・椎名慶治
8. 嘘じゃなく 愛していた
作詞:椎名慶治、作曲:永谷喬夫、編曲:椎名慶治・永谷喬夫・岡村美央
9. 眠りたい
作詞:椎名慶治、作曲:椎名慶治・永谷喬夫、編曲:永谷喬夫・椎名慶治
10. REVENGE
作曲・編曲:永谷喬夫
11. 焔の如く
作詞:椎名慶治、作曲:永谷喬夫、編曲:椎名慶治・永谷喬夫・山口寛雄・戸谷誠・佐藤大輔
12. 欠片1ピース
作詞:椎名慶治、作曲:永谷喬夫、編曲:永谷喬夫・椎名慶治
13. 夢の続きへ
作詞:椎名慶治、作曲:原一博、編曲:原一博・四家卯大
  - テレビ東京系アニメ『D.Gray-man』エンディングテーマ[5]
14. 素直な虹
作詞:永谷喬夫・椎名慶治、作曲:永谷喬夫、編曲:武部聡志
  - テレビ東京系アニメ「NARUTO-ナルト-疾風伝」エンディングテーマ[4]
15. くしゃみ -たまり場 パート2-
作詞:椎名慶治、作曲:永谷喬夫、編曲:永谷喬夫・椎名慶治
16. イッツオーライ
作詞:椎名慶治、作曲:椎名慶治・永谷喬夫、編曲:永谷喬夫・椎名慶治

### DVD (初回生産限定盤)
1. celebration (Live)
2. それじゃあバイバイ (Live)
3. さぁ (Live)
4. なにしてんの (Live)
5. 君の声で 君のすべてで... (Live)
6. フレーム (Live)
7. FLY HIGH (Live)
8. ココロのつぼみ (Live)
9. 夢の続きへ (Live)
10. 素直な虹 (Live)
11. 情熱マイソウル (Live)
12. 夢の続きへ (Music Video)
13. 素直な虹 (Music Video)